# 笑福亭鶴光のサウンドコレクション
『笑福亭鶴光のサウンドコレクション』（しょうふくていつるこのサウンドコレクション）はニッポン放送でショウアップナイターの野球中継が雨天などにより中止になった場合に放送する番組。パーソナリティは笑福亭鶴光。2005年のアシスタントはニッポン放送（当時）の冨田のりこ。

## 概要
2005年9月1日の時点で雨天により中継中止の場合がなかったため（中継が2か所あったため）放送されなかったが、もうすぐシーズンが終了してしまうため鶴光ファンからの意見により、9月4日に放送されることになった。
また、9月18日は全試合デイタイムでの試合でナイター中継がないため放送された。
鶴光は以前からニッポン放送で『笑福亭鶴光のオールナイトニッポン』や夕方の長寿番組『鶴光の噂のゴールデンアワー』、『笑福亭鶴光 笑う門には』、『鶴光のドキがムネムネ』、そして聴取率ウィーク番組『鶴光・美和子噂のゴールデンリクエスト』など多くの名物番組を担当していた。
また、この番組では鶴光の挨拶「鶴光でおま！」はなぜか言わない。また鶴光の代名詞とも言える「下ネタ」も言わない。後者の方は番組放送上の理由である。
2005年度秋の改編で、毎週日曜日の17:30 - 20:30で『笑福亭鶴光 デジラジキングダム』でニッポン放送にレギュラー復帰する事になった。こちらは2005年10月9日から開始。
また、2007年6月23日（土）は全試合デーゲームでの開催のため、18:00 - 21:30に『笑福亭鶴光と増山さやかのサウンドコレクション』が放送された。

## 放送時間
- 18:00 - 21:00（2007年6月23日は18：00 - 21：30）

## 出演者
- パーソナリティ : 笑福亭鶴光
- アシスタント : 冨田のりこ（ニッポン放送アナウンサー ※当時）・ 増山さやか（2007年6月23日、ニッポン放送アナウンサー）